# کی (خواننده کره جنوبی)
کیم کی-بوم (کره‌ای: 김기범؛ زادهٔ ۲۳ سپتامبر ۱۹۹۱)، که بیشتر با نام هنری خود کی (انگلیسی: Key; کره‌ای: 키) شناخته می‌شود، خواننده، رقصنده، رپر، ترانه‌سرا، بازیگر، طراح مد، و مجری تلویزیونی اهل کره جنوبی است.